# 逆光 (小説)
『逆光』（ぎゃっこう、原題：Against the Day ）は、トマス・ピンチョンの長編小説。2006年に出版され、著者にとって最長の作品である。日本語訳は2010年、木原善彦の翻訳で新潮社から出版された。

## 概要
飛行船〈不都号〉による「偶然の仲間」探しを絡めながら、1893年のシカゴ万国博覧会から第一次世界大戦直後までの時代の流れを描いている。世界各地（アメリカ合衆国、ヨーロッパ、メキシコ、中央アジア…）を舞台とし、登場人物は100人を超える。

## 題名について
原題の Against the Day は「裁きの日に備えて」という意味で、聖書や、ジョン・ミルトンの『失楽園』などの文学作品に登場する。
本書の最重要テーマの一つは光や写真術であり、これと関連した文脈にフランス語で contre-jour という語がある。これを英語に直訳すると against the day[daylight] であり、日本語では「逆光」を意味する。
against the day には「時流に逆らって」という意味もある。無政府主義の爆弾テロ一家を中心に据えた本書は2006年に刊行され、対テロ戦争に沸き立つ2000年代アメリカの時流に逆らっている。
以上3つのうち、どの意味が出るような訳題にすればよいか、日本語版の翻訳者の木原がピンチョン本人に尋ねたところ、「逆光」の意味が出るようなタイトルが良いとの回答であった。